# Teabo (kommun)
Teabo är en kommun i Mexiko.   Den ligger i delstaten Yucatán, i den östra delen av landet, 1 000 km öster om huvudstaden Mexico City. Antalet invånare är 6 205. Arean är 262 kvadratkilometer.
Terrängen i Teabo är mycket platt.
Följande samhällen finns i Teabo:
- Teabo